# Château de la Place
Le château de la Place est un édifice situé à Jassans-Riottier, en France.

## Localisation
Le château est situé sur le territoire de la commune de Jassans-Riottier, dans le département de l'Ain, en région Auvergne-Rhône-Alpes.

## Description
Le château de plan symétrique en U, se compose d'un corps de logis surplombant le parc au dessus de la Saône et de deux corps de dépendances postérieurs, en retour d'équerre sur cour. Il contient un étage de soubassement vouté, un étage carré sur rez-de-chaussée surélevé et un étage de comble, élévations ordonnancées à travées, toits à croupes avec lucarnes. Les dépendances sont en rez-de-chaussée avec étage en surcroît, à baies cintrées en brique et pierre, le corps de droite abrite les communs (écurie, fenil, remise et orangerie) , celui de gauche, le pressoir ; four à pain dans un petit édicule séparé, puits avec pompe et abreuvoir.

## Historique
Le château doit son nom à son implantation, proche de l'ancien fief de la Place. Il est l'œuvre de François Genéty, architecte lyonnais natif de Beauregard.